# Giovanni Lajolo
Giovanni Lajolo (ur. 3 stycznia 1935 w Novarze) – włoski duchowny katolicki, dyplomata watykański, wysoki urzędnik Kurii Rzymskiej, kardynał od 24 listopada 2007.

## Życiorys
Wstąpił do niższego seminarium w Orta San Giulio, a następnie po rocznym pobycie w Apostolic School przy Mungret College w Limerick w Irlandii (1950), kontynuował naukę w seminarium biskupim w Aronie nad jeziorem Maggiore. Zdał maturę jako eksternista w liceum Augusta w Rzymie. Następnie rozpoczął studia filozoficzne i teologiczne na Papieskim Uniwersytecie Gregoriańskim. W 1955 uzyskał licencjat z filozofii, a w 1959 z teologii. Święcenia kapłańskie przyjął 29 kwietnia 1960. Studiował prawo kanoniczne w Kanonistisches Institut przy Uniwersytecie Ludwika i Maksymiliana w Monachium. Po ukończeniu studiów w Papieskiej Akademii Kościelnej, w latach 1968–1969 pełnił funkcję sekretarza nuncjatury apostolskiej w Bonn. Pod koniec listopada 1974 rozpoczął pracę w watykańskiej Radzie Publicznych Spraw Kościoła. Od 1985 do 1989 był wykładowcą w Papieskiej Akademii Kościelnej. 3 października 1988 został mianowany sekretarzem Administracji Dóbr Stolicy Apostolskiej (Administracji Patrymonium Stolicy Apostolskiej) i wyniesiony do godności arcybiskupa tytularnego Caesariana. 6 stycznia 1989 Jan Paweł II (z współkonsekratorami, arcybiskupami: Edwardem Cassidym i José Sánchezem) udzielił mu święceń biskupich w bazylice św. Piotra. 7 grudnia 1995 został mianowany nuncjuszem apostolskim w Republice Federalnej Niemiec, a 7 października 2003 – sekretarzem ds. relacji z państwami Sekretariatu Stanu (faktycznym szefem dyplomacji), zastąpił mianowanego kardynałem Jeana-Louisa Taurana.
W czerwcu 2006 papież Benedykt XVI nominował go na prezydenta Papieskiej Komisji Państwa Watykańskiego w miejsce odchodzącego na emeryturę kardynała Edmunda Szoki. Objęcie urzędu nastąpiło w połowie września 2006, a następcą arcybiskupa Lajolo w Sekretariacie Stanu został Dominique Mamberti. We wrześniu 2004 i 2006 reprezentował Stolicę Apostolską na forum Zgromadzenia Ogólnego Narodów Zjednoczonych. Tę funkcję pełnił od 15 września 2006.
Na konsystorzu 24 listopada 2007 został włączony do grona kardynałów z nominacji Benedykta XVI.
3 września 2011 rezygnacja z urzędu Prezydent Gubernatoratu Państwa Watykańskiego została przyjęta. Jego następcą został Giuseppe Bertello, który objął urząd 1 października 2011.
Brał udział w konklawe 2013, które wybrało papieża Franciszka. 3 stycznia 2015 roku skończył 80 lat i stracił prawo do udziału w konklawe.
19 maja 2018 promowany przez papieża Franciszka do rangi kardynała prezbitera. Zachował dotychczasową diakonię na zasadzie pro hac vice.

## Odznaczenia
- Wielki Oficer Orderu Zasługi Republiki Włoskiej (1985)
- Krzyż Wielki Orderu Zasługi Republiki Włoskiej (2005)
- Krzyż Wielki Orderu Pro Merito Melitensi (pro piis meritis melitensi) (2006)
- Baliw Wielkiego Krzyża Honoru i Dewocji Zakonu Kawalerów Maltańskich
- Wielki Krzyż Zasługi z Gwiazdą i Wstęgą Orderu Zasługi Republiki Federalnej Niemiec (2003)
- Krzyż Komandorski z Gwiazdą Orderu Zasługi Republiki Węgierskiej (2005)